# Championnat du Royaume-Uni de snooker seniors
Le championnat du Royaume-Uni de snooker seniors (UK Seniors Championship en anglais) est un tournoi de snooker professionnel comptant pour la tournée mondiale seniors.

## Histoire
L'événement a été créé en 2017. La première édition a eu lieu en octobre 2017 et a été remportée par Jimmy White.
L'édition 2018 s'est déroulée à Hull en Angleterre et a été remportée par Ken Doherty qui s'est imposé en finale face au brésilien Igor Figueiredo 4 manches à 1.
L'édition 2019 est également remportée par un irlandais, puisque Michael Judge domine Jimmy White 4-2 en finale.
À la suite de deux années d'absence au calendrier due à la pandémie de COVID-19, Peter Lines s'adjuge le titre en dominant le champion du monde seniors David Lilley en finale, sur le score de 4 manches à 1.

## Palmarès
| Année | Lieu    | Vainqueur     | Finaliste       | Score | Saison    |
| ----- | ------- | ------------- | --------------- | ----- | --------- |
| 2017  | Redhill | Jimmy White   | Ken Doherty     | 4–2   | 2017-2018 |
| 2018  | Hull    | Ken Doherty   | Igor Figueiredo | 4–1   | 2018-2019 |
| 2019  | Hull    | Michael Judge | Jimmy White     | 4–2   | 2019-2020 |
| 2022  | Hull    | Peter Lines   | David Lilley    | 4-1   | 2021-2022 |